# Van Halen III
| Recensione    | Giudizio |
| ------------- | -------- |
| AllMusic      |          |
| Rolling Stone |          |

Van Halen III è l'undicesimo album in studio del gruppo musicale statunitense Van Halen, pubblicato il 17 marzo 1998 dalla Warner Bros. Records.
È l'unico album del gruppo in cui è presente Gary Cherone, ex cantante degli Extreme, e l'ultimo in cui compare il bassista storico Michael Anthony, che lascerà il posto a Wolfgang van Halen, figlio di Eddie, nel 2006. Van Halen III è stato inoltre l'ultimo lavoro in studio del gruppo fino all'uscita di A Different Kind of Truth nel 2012.

## Il disco
L'album è stato registrato dopo un periodo abbastanza turbolento in cui, a seguito dell'abbandono di Sammy Hagar, il ruolo di cantante nella band fu brevemente ricoperto da David Lee Roth per due brani inediti della raccolta Best Of - Volume I (1996). La collaborazione tuttavia si risolse immediatamente, lasciando di nuovo il gruppo senza un cantante, fino all'arrivo del frontman Gary Cherone proveniente dagli appena scioltisi Extreme. Il titolo Van Halen III, piuttosto che essere un seguito concettuale dei primi due album Van Halen e Van Halen II, fa riferimento proprio alla terza incarnazione dei Van Halen.
Il disco, considerato uno dei punti più bassi della discografia del gruppo, si rivelò un successo decisamente inferiore rispetto ai lavori precedenti, a causa delle sonorità più sperimentali e del temperamento di Cherone, troppo differente dal resto della band. L'album vede anche un ruolo molto più marginale del bassista Michael Anthony, che appare solamente in tre brani su dodici, mentre le restanti parti di basso sono suonate tutte da Eddie van Halen. Per questo motivo, il disco è stato definito da alcuni più come un lavoro solista di Eddie che non dei Van Halen. Van Halen III contiene l'unica canzone in cui Eddie van Halen canta (escludendo la traccia bonus Crossing Over nell'edizione giapponese di Balance): è il brano finale How Many Say I, una ballata accompagnata solo da pianoforte.
Gli unici successi estratti dall'album sono stati Without You, che è diventato l'ultimo singolo del gruppo capace di raggiungere la vetta della classifica Mainstream Rock Songs, e Fire in the Hole, brano scritto appositamente per la colonna sonora del film Arma letale 4. È l'unico disco in studio del gruppo di cui non è stato inserito alcun materiale nella raccolta The Best of Both Worlds (2004). I Van Halen avevano comunque in cantiere l'idea di pubblicare un secondo lavoro con Cherone, ma i problemi di salute di Eddie fecero saltare il progetto, di cui sono rimaste soltanto alcune demo registrate nel 1999.
La copertina dell'album riprende l'istantanea di un filmato di Frank "Cannonball" Richards, un artista statunitense da sideshow divenuto famoso nella prima metà del novecento per i suoi spettacoli in cui riceveva palle di cannone sparate ad alta velocità sullo stomaco.

## Tracce
Testi e musiche di Gary Cherone, Eddie van Halen, Alex van Halen e Michael Anthony.
1. Neworld (strumentale) – 1:45
2. Without You – 6:30
3. One I Want – 5:30
4. From Afar – 5:24
5. Dirty Water Dog – 5:27
6. Once – 7:42
7. Fire in the Hole – 5:31
8. Josephina – 5:42
9. Year to the Day – 8:34
10. Primary (strumentale) – 1:27
11. Ballot or the Bullet – 5:42
12. How Many Say I – 6:04

## Singoli
- Without You (1998)
- Fire in the Hole (1998)
- One I Want (1998)

## Formazione

### Gruppo
- Gary Cherone – voce
- Eddie van Halen – chitarra, basso, tastiere, cori, voce (traccia 12)
- Michael Anthony – basso (tracce 2, 3 e 7), cori
- Alex van Halen – batteria, percussioni

### Altri musicisti
- Mike Post – pianoforte in Neworld

### Produzione
- Mike Post – produzione
- Eddie van Halen – produzione, ingegneria del suono, missaggio
- Eddy Schreyer – mastering
- Stine Schyberg – direzione artistica
- Dan Chavkin – fotografia

## Classifiche
| Classifica (1998) | Posizione massima |
| ----------------- | ----------------- |
| Australia         | 8                 |
| Austria           | 23                |
| Canada            | 4                 |
| Finlandia         | 5                 |
| Francia           | 24                |
| Germania          | 13                |
| Giappone          | 7                 |
| Norvegia          | 29                |
| Nuova Zelanda     | 14                |
| Paesi Bassi       | 24                |
| Regno Unito       | 43                |
| Stati Uniti       | 4                 |
| Svezia            | 39                |
| Svizzera          | 38                |